# Ялина (пам'ятка природи, Любомльський район)
Ялина — ботанічна пам'ятка природи місцевого значення. Об'єкт розташований на території Любомльського району Волинської області, ДП «Любомльське ЛГ», Мосирське лісництво, квартал 10, виділ 29.
Площа — 5,3 га, статус отриманий у 2008 році.
Охороняється високобонітетне насадження ялини європейської (Picea abies), закладене наприкінці 30-х років ХХ століття. Висота стовбурів становить 24 м, діаметр – 0,28 м.